# Ammoniumperoxodisulfat
Ammoniumperoxodisulfat ist eine salzartige chemische Verbindung, die aus Ammonium- und Peroxodisulfationen besteht. Es besitzt die Formel (NH4)2S2O8

## Darstellung
Ammoniumperoxodisulfat wird durch anodische Oxidation von Ammoniumsulfat oder Ammoniumhydrogensulfat hergestellt.

## Eigenschaften
Ammoniumperoxodisulfat ist ein Salz der Peroxodischwefelsäure. Es bildet weiße Kristalle mit leichter, grüner Fluoreszenz. Ammoniumperoxodisulfat ist ein starkes Bleich- und Oxidationsmittel sowie ein starker Radikalbildner. Es ist trocken zu lagern, da es sich in Gegenwart von Feuchtigkeit oder in warmen, wässrigen Lösungen unter Abgabe von Ozon zersetzt.
Peroxodisulfate zersetzen sich beim Erwärmen unter Bildung von Sulfatradikalen. Untenstehend die Zersetzung des Peroxodisulfations in zwei Sulfatradikale.

## Anwendung
Ammoniumperoxodisulfat ist ein Polymerisationsinitiator beim Herstellen von Polyacrylamidgelen und wird auch bei der Herstellung von Superabsorbern auf Basis von Acrylderivaten als thermischer Radikalinitiator verwendet. Die bei der Zersetzung gebildeten Sulfatradikale können durch einen elektrophilen Angriff auf Kohlenstoffatome mit Doppelbindung dieselbe öffnen und so eine Kettenreaktion starten.
Zudem kann es als Oxidationsmittel und zum Ätzen von gedruckten Schaltungen verwendet werden. In der chemischen Analyse wird es zur Trennung von Mangan und Chrom genutzt. In der Fotoentwicklung ist es ein Abschwächer.
Wässrige Lösungen aus Ammoniumperoxodisulfat werden zur Makroätzung von Stahlwerkstoffen genutzt, um beispielsweise Seigerungsstrukturen an stranggegossenen Brammen sichtbar zu machen.